# Morti nel 1970/Gennaio
| Questa pagina contiene informazioni ricavate automaticamente dalle voci biografiche con l'ausilio del template Bio e di un bot. L'aggiornamento è periodico e automatico e ricostruisce completamente la pagina. Se manca una persona in questa lista, sei pregato di non aggiungerla, ma accertati piuttosto che la sua voce biografica contenga il template Bio e che i dati anagrafici siano correttamente compilati. Se il template Bio manca, inseriscilo tu stesso o, in alternativa, metti l'avviso {{tmp\|Bio}} che ne segnala la mancanza. Se i dati riportati sono sbagliati, correggi direttamente la voce biografica; le modifiche saranno visibili in questa lista entro pochi giorni. Per chiarimenti vedi il progetto biografie. La lista contiene solo le 88 persone che sono citate nell'enciclopedia e per le quali è stato implementato correttamente il template Bio. Pagina aggiornata al 3 mar 2024. |

- 1º gennaio - Eduard von Borsody, regista, direttore della fotografia e sceneggiatore austriaco (n. 1898)
- 1º gennaio - Werner Kuhnt, calciatore tedesco (n. 1893)
- 1º gennaio - Paavo Myllylä, militare e aviatore finlandese (n. 1918)
- 1º gennaio - Howard Scott, ingegnere statunitense (n. 1890)
- 2 gennaio - Ed Diddle, cestista, giocatore di football americano e allenatore di pallacanestro statunitense (n. 1895)
- 2 gennaio - Pierre Francastel, storico dell'arte e critico d'arte francese (n. 1900)
- 2 gennaio - András Kuttik, calciatore e allenatore di calcio ungherese (n. 1896)
- 3 gennaio - Gladys Aylward, missionaria inglese (n. 1902)
- 3 gennaio - Robert B. Sinclair, regista teatrale, regista cinematografico e regista televisivo statunitense (n. 1905)
- 4 gennaio - Hayes Dockrell, nuotatore e pallanuotista irlandese (n. 1907)
- 4 gennaio - James Edwards, attore statunitense (n. 1918)
- 4 gennaio - René Kenner, calciatore francese (n. 1906)
- 4 gennaio - Viggo di Rosenborg, principe danese (n. 1893)
- 4 gennaio - Vincenzo Tieri, giornalista, commediografo e politico italiano (n. 1895)
- 5 gennaio - Sylvie, attrice francese (n. 1883)
- 5 gennaio - Max Born, fisico tedesco (n. 1882)
- 5 gennaio - Aldo Romaro, calciatore italiano (n. 1897)
- 6 gennaio - Vincenzo Castaldi, scacchista italiano (n. 1916)
- 6 gennaio - Hermann Euler, pittore tedesco (n. 1900)
- 6 gennaio - Max Galler, calciatore svizzero (n. 1902)
- 6 gennaio - Hugo Prono, pallanuotista argentino (n. 1923)
- 6 gennaio - Hans Schröder, calciatore tedesco (n. 1906)
- 6 gennaio - Antonio Taffi, arcivescovo cattolico italiano (n. 1897)
- 7 gennaio - Robert Barrat, attore statunitense (n. 1889)
- 7 gennaio - Domenico Debarbieri, calciatore italiano (n. 1907)
- 7 gennaio - Ken'ichi Enomoto, attore e comico giapponese (n. 1904)
- 7 gennaio - Charlie Wallace, calciatore inglese (n. 1885)
- 8 gennaio - Dave Halliday, allenatore di calcio e calciatore scozzese (n. 1901)
- 8 gennaio - Silvio Quadrelli, sollevatore italiano (n. 1889)
- 9 gennaio - Robert Bourget-Pailleron, scrittore e giornalista francese (n. 1897)
- 9 gennaio - Käthe Krauß, velocista tedesca (n. 1906)
- 10 gennaio - Pavel Ivanovič Beljaev, cosmonauta sovietico (n. 1925)
- 10 gennaio - Charles Olson, poeta statunitense (n. 1910)
- 11 gennaio - Ignazio Luè, pallanuotista e nuotatore italiano (n. 1891)
- 11 gennaio - Ada Roe, supercentenaria britannica (n. 1858)
- 11 gennaio - Paul Wagner, attore tedesco (n. 1899)
- 12 gennaio - Isabella Maria di Braganza, principessa portoghese (n. 1894)
- 12 gennaio - Ermenegildo Santoni, ingegnere e inventore italiano (n. 1896)
- 12 gennaio - Blanche Stuart Scott, aviatrice, scrittrice e attrice statunitense (n. 1889)
- 14 gennaio - Leopoldo Conti, calciatore italiano (n. 1901)
- 14 gennaio - William Feller, matematico croato (n. 1906)
- 14 gennaio - Augusto Massari, compositore e direttore d'orchestra italiano (n. 1887)
- 15 gennaio - Louis Fischer, giornalista statunitense (n. 1896)
- 15 gennaio - Lea Goldberg, traduttrice e scrittrice israeliana (n. 1911)
- 15 gennaio - Giuseppe Gorla, politico italiano (n. 1895)
- 15 gennaio - Armando Lauro, calciatore italiano (n. 1900)
- 15 gennaio - Leonel Rugama, poeta e rivoluzionario nicaraguense (n. 1949)
- 15 gennaio - Riichi Sekiyama, giocatore di go giapponese (n. 1909)
- 16 gennaio - Andrea Clemente, bobbista italiano (n. 1942)
- 17 gennaio - Ramon d'Abadal i de Vinyals, storiografo spagnolo (n. 1888)
- 17 gennaio - Robert Lindley Murray, tennista statunitense (n. 1893)
- 17 gennaio - Klaas Ooms, calciatore olandese (n. 1917)
- 17 gennaio - Billy Stewart, cantante, batterista e pianista statunitense (n. 1937)
- 17 gennaio - Ona Šimaitė, bibliotecaria lituana (n. 1894)
- 18 gennaio - Viktor Fëdorovič Bolchovitinov, ingegnere sovietico (n. 1899)
- 19 gennaio - Aldo De Benedetti, commediografo e sceneggiatore italiano (n. 1892)
- 19 gennaio - James B. Donovan, avvocato e politico statunitense (n. 1916)
- 19 gennaio - Hal March, attore statunitense (n. 1920)
- 20 gennaio - Giovanni Bertoli, politico italiano (n. 1906)
- 21 gennaio - Franz Aigner, sollevatore austriaco (n. 1892)
- 21 gennaio - Joseph Attipetty, arcivescovo cattolico indiano (n. 1894)
- 21 gennaio - Alfonso Frangipane, pittore, disegnatore e decoratore italiano (n. 1881)
- 21 gennaio - Constance Cornwallis-West, nobildonna britannica (n. 1876)
- 21 gennaio - W. A. R. Wood, diplomatico e storico britannico (n. 1878)
- 22 gennaio - Georges Barré, generale francese (n. 1886)
- 22 gennaio - Alessandro Brenci, ingegnere, politico e antifascista italiano (n. 1894)
- 23 gennaio - Nell Shipman, attrice, sceneggiatrice e regista canadese (n. 1892)
- 24 gennaio - Betty Ross Clarke, attrice statunitense (n. 1892)
- 24 gennaio - Silvio Stritzel, allenatore di calcio e calciatore italiano (n. 1893)
- 25 gennaio - Jane Bathori, mezzosoprano francese (n. 1877)
- 25 gennaio - Eiji Tsuburaya, direttore della fotografia e produttore televisivo giapponese (n. 1901)
- 26 gennaio - Caresse Crosby, editrice, attivista e scrittrice statunitense (n. 1891)
- 26 gennaio - Fredrik Vogt, ingegnere norvegese (n. 1892)
- 27 gennaio - Marietta Blau, fisica austriaca (n. 1894)
- 27 gennaio - Rocco D'Assunta, attore italiano (n. 1904)
- 27 gennaio - Dorothy Farnum, sceneggiatrice statunitense (n. 1900)
- 27 gennaio - Dezső Grósz, calciatore ungherese (n. 1898)
- 27 gennaio - Erich Heckel, pittore e incisore tedesco (n. 1883)
- 28 gennaio - Werner Caskel, arabista e storico tedesco (n. 1896)
- 29 gennaio - Thelma Furness, viscontessa Furness, attrice statunitense (n. 1904)
- 29 gennaio - Hans Christian Herlak, hockeista su prato danese (n. 1881)
- 29 gennaio - Basil Liddell Hart, storico, militare e giornalista britannico (n. 1895)
- 29 gennaio - Adelchi Serena, politico italiano (n. 1895)
- 29 gennaio - Marie-Laure de Noailles, mecenate francese (n. 1902)
- 30 gennaio - Fritz Bayerlein, generale tedesco (n. 1899)
- 30 gennaio - Malcolm Keen, attore inglese (n. 1887)
- 31 gennaio - Michail Leont'evič Mil', ingegnere aeronautico sovietico (n. 1909)
- 31 gennaio - Slim Harpo, cantautore e armonicista statunitense (n. 1924)